# Junki Yokono
Junki Yokono (født 7. oktober 1989) er en japansk professionel fodboldspiller.
Han har spillet for flere forskellige klubber i sin karriere, herunder Consadole Sapporo og Fukushima United FC.